# Dunav film fest
Dunav film fest, odnosno Filmski festival podunavskih zemalja u Smederevu, je filmski festival koji se od 2018. godine održava u Malom gradu Smederevske tvrđave. Festival je takmičarskog i revijalnog karaktera i svake godine se organizuje u drugoj polovini avgusta sa trajanjem od sedam dana. Festival se organizuje uz podršku grada Smedereva, a u izvršnoj produkciji centra za kulturu tog grada i podržan je od srane Ministarstva kulture Republike Srbije.

## Koncept festivala
Festival svake godine ugošćava fimove i filmske autore, iz Srbije i inostranstva, čiji su filmov selektovani za ovaj festival. Na festivalu se takođe priređuju premijere serija, kao i premijere filmova u revijelnom delu i rekonstruisanih klasika srpske kinematografije. Uz glavni deo festivala, svake godine se organizuje i raznolik prateći program, kao i panel diskusije sa organizatorima festivala i filmskim stvaraocima.
Sam festival koncipiran je u četiri dela:
- Takmičarski program — Selekcija domaćih i stranih filmova odabrana za takmičarski deo
- Najbolje iz Evrope — Projekcije selekcije autora iz Evrope, van konkurencije
- Dečiji program — Animirani filmovi za decu domaćih i stranih autora
- Filmski globus — Projekcije izbora filmova iz celog sveta